# Воронежско-Поворинская операция
Воронежско-Поворинская операция (январь 1919) — разгром Красной армией Донской армии Краснова.

## Предыстория
В ходе осенней кампании 1918 года Донская армия Краснова, вынудив 10-ю красную армию к частичному отходу на царицынском направлении, обеспечила себе оперативную свободу на северном направлении. Ударив в разрез между 9-й и 10-й красными армиями, донские конные части почти успели прорваться к Камышину, вынудив советское Главное командование взять часть сил с Восточного фронта для обеспечения этого направления. Однако успехи Донской армии достались ей дорогой ценой, в ней стали развиваться настроения о бесполезности дальнейшей борьбы, что вскоре привело к её разложению.
В связи с уходом немцев с территории Украины обнажился весь левый фланг Донского фронта белых. Воспользовавшись этим, части правофланговой 8-й красной армии со второй половины ноября 1918 года начали просачиваться на освобождаемую территорию, постепенно охватывая левый фланг Воронежской группы Донской армии. К 3 декабря они распространились до города Валуйки. В это же время 10-я армия начала продвижение правым флангом на станцию Иловля. Белые, недооценив значения обнажения своего левого фланга, наоборот ослабили свои силы на воронежском направлении ради сосредоточения ударного кулака на царицынском направлении против центра 10-й красной армии. В результате у белых образовалось две группы: слабейшая — Воронежская, и сильнейшая — Царицынская, повёрнутые тылами друг к другу. Обе группы были связаны между собой тонкой нитью кавалерийской завесы. Вороонежская группа насчитывала от 18 до 22 тысяч бойцов при 16 орудиях, Царицынская — до 50 тысяч бойцов при 63 орудиях.

## План красного командования
Главное командование Красной армии решило воспользоваться сложившейся ситуацией и нанести решительный удар по Донской армии. Командованию Южным фронтом была поставлена задача: тотчас по сосредоточении всех направляемых резервов (в том числе ударного кулака — группы Кожевникова с Восточного фронта) разгромить Воронежскую группу противника. Группа Кожевникова (20 тысяч бойцов при 20 орудиях), развернувшись на фронте Валуйки — Купянск должна была выйти в тыл Воронежской группе белых на фронт Миллерово — Богучар; с фронта Воронежскую группу должны были атаковать 8-я и 9-я армии. Таким образом, для действий против Воронежской группы предназначалось до 50 тысяч бойцов — около половины всех сил Южного советского фронта. Северокавказский фронт должен был содействовать Южному фронту наступлением 11-й армии на фронт Новочеркасск — Ростов-на-Дону. В дальнейшем предполагалось разгромить остальные силы Краснова на правом берегу реки Дон, а также те силы генерала Деникина, которые могли там оказаться.
Недостатком предложенного плана являлось то, что захождение Южного фронта правым флангом могло повлечь сосредоточение главной массы его сил в Царицынском районе, где была плохо развита сеть рокадных железных дорог, а имевшиеся находились в плохом состоянии. В результате были бы сильно затруднены дальнейшие перегруппировки войск, и оставлен без опоры чрезвычайно важный для советской власти в политическом и экономическом отношении Донецкий бассейн. Чтобы избежать этого, главком Вацетис в особой инструкции указал, что главным операционным направлением должно явиться направление на Миллерово, что должно было притянуть главную массу красных сил к Донецкому бассейну.

## Ход боевых действий
В связи с обнажением после ухода немцев западной границы Донской области, Краснову понадобилось прикрыть новый 600-километровый фронт. Не имея для этого свободных сил, а также в условиях начавшегося разложения Донской армии (в конце декабря целые донские части начали покидать фронт, некоторые станицы устанавливали у себя советскую власть), атаман Краснов был вынужден обратиться за помощью к Добровольческой армии.
Тем временем, выполняя полученные указания, командование советского Южного фронта поставила своим частям следующие задачи: группа Кожевникова к концу дня 12 января должна была выйти на фронт Кантемировка — Митрофановка; 8-я армия должна была вести наступление по обоим берегам Дона; 9-я армия направлялась на участок реки Хопёр между Новохопёрском и Урюпинской, выставляя заслон против Царицынской группы противника у Бударино; 10-я армия, обороняя Царицынский район, в то же время должна была развить наступление в Камышинском направлении, чтобы освободить фланг 9-й армии.
8 января правый фланг 8-й армии был уже на реке Чёрная Калитва, а группа Кожевникова 10 января после небольшого боя овладела Старобельском. Однако Краснов в это же время нанёс короткий удар по стыку 8-й и 9-й армий на Воронежском направлении, отбросив их внутренние фланги от станций Абрамовка (где потерпела крупное поражение находившаяся на левом фланге 8-й армии Инзенская дивизия) и Поворино. Но 9-й армии удалось восстановить положение и вновь занять Поворино, а к 15 января — Новохопёрск. Лишь 21 января 9-я армия овладела Урюпинской.
Опасаясь охвата с флангов, части Донской армии уже 17 января были вынуждены начать отход с участка Абрамовка — Колено. Так как это делало излишним усилия группы Кожевникова, директивой от 18 января командующий Южным фронтом для более глубокого охвата Воронежской группы направил её по линии Марковка — Талы, с одной дивизией на Луганск. 9-я армия должна была перестроить свой фронт на юго-восток и направиться вдоль железной дороги Поворино — Царицын; большая часть сил 8-й армии также должна была действовать по левому берегу Дона.
С этого момента Воронежская группа перестала оказывать серьёзное сопротивление, начался развал фронта. Целые казачьи полки сдавались в плен либо самовольно расходились по домам. 21 января командование Южного фронта сочло необходимым перейти к выполнению второй задачи — разгрому Царицынской группы

## Итоги и последствия
В результате операции была полностью разгромлена Донская армия атамана Краснова, 1 февраля командование Южного фронта отдало распоряжение о преследовании её остатков. Операция завершилась 8-9 февраля, когда части 9-й и 10-й армий вошли в соприкосновение друг с другом в районе станции Арчеда.
Однако движение армий Южного фронта по сходящимся направлениям к Царицыну привело к ослаблению группировки в Донбассе, где 25 января в Мариуполе высадилась свежая дивизия Добровольческой армии, которая уже 27-28 января повела наступление на Луганск. В результате завязались бои за Донецкий бассейн.